# Reino Kuuskoski
Reino Iisakki Kuuskoski (18 de enero de 1907-27 de enero de 1965) fue un abogado y funcionario nacido en Loimaa, Finlandia. Kuuskoski fue primer ministro de Finlandia en 1958. Después fue presidente del Tribunal Supremo Administrativo de Finlandia de 1958 a 1965. También fue ministro de justicia de Finlandia de 1953 a 1954.
| Predecesor: Rainer von Fieandt | Primer ministro de Finlandia 1958 | Sucesor: Karl-August Fagerholm |